# Lascuarre (kommunhuvudort)
Lascuarre är en kommunhuvudort i Spanien.   Den ligger i provinsen Provincia de Huesca och regionen Aragonien, i den nordöstra delen av landet, 400 km nordost om huvudstaden Madrid. Lascuarre ligger 652 meter över havet och antalet invånare är 143.
Terrängen runt Lascuarre är huvudsakligen lite kuperad. Lascuarre ligger nere i en dal. Runt Lascuarre är det mycket glesbefolkat, med 3 invånare per kvadratkilometer. Närmaste större samhälle är Graus, 15,0 km väster om Lascuarre. 